# Golgotha (album, W.A.S.P.)
Golgotha je patnácté studiové album americké metalové skupiny W.A.S.P., vydané 9. října 2015 přes vydavatelství Napalm. Je to první album, které bylo vydáno šest let od alba Babylon (2009), a šlo tak o první nejdelší mezeru mezi alby v historii skupiny. Jde zároveň o poslední album, na němž se podílel bubeník Mike Dupke, který z kapely odešel 3 měsíce před vydáním alba.
Toto album se umístilo v žebříčku Billboard 200, ale až na 93. místě. Nejlépe se prosadilo v amerických žebříčkách Top Hard Rock Albums a Top Independent Albums, a převážně v evropských žebříčkách Švédska, Velké Británie, Finska, Norska, Německa, Španělska, Rakouska a Švýcarska.

## Seznam skladeb
Všechny skladby napsal Blackie Lawless.
| Pořadí | Název                         | Délka |
| ------ | ----------------------------- | ----- |
| 1.     | Scream                        | 4:55  |
| 2.     | Last Runaway                  | 5:20  |
| 3.     | Shotgun                       | 6:08  |
| 4.     | Miss You                      | 7:42  |
| 5.     | Fallen Under                  | 4:57  |
| 6.     | Slaves of the New World Order | 7:45  |
| 7.     | Eyes of My Maker              | 5:01  |
| 8.     | Hero of the World             | 4:52  |
| 9.     | Golgotha                      | 7:37  |

## Obsazení
- Blackie Lawless – zpěv, rytmická kytara, klávesy
- Mike Duda – baskytara, doprovodný zpěv
- Doug Blair – sólová kytara, doprovodný zpěv
- Mike Dupke – bicí